# Hunyady Sándor

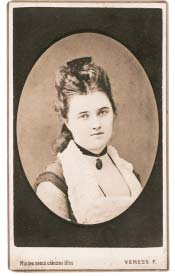
Hunyady Sándor édesanyjának, Hunyady Margitnak a portréja

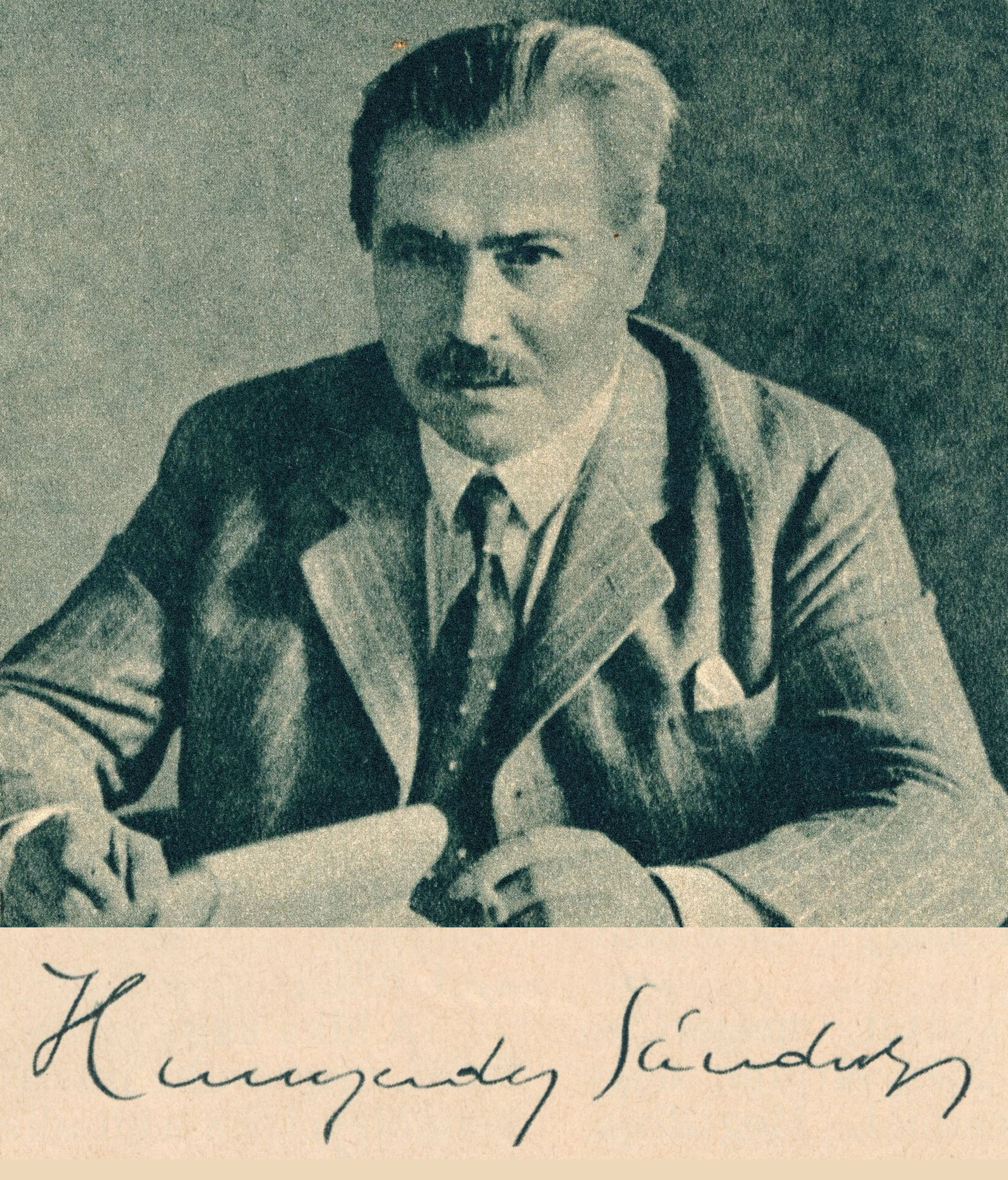
Hunyady Sándor (1935)

Hunyady Sándor (Kolozsvár, 1890. augusztus 15. – Budapest, Terézváros, 1942. október 10.) magyar regény-, novella- és drámaíró.
A Kis Magyar Irodalomtörténet (1961) sajátos hangú kismesterként könyveli el Hunyady Sándort, aki mint "könnyű hatásokat kedvelő" novellaíró az életet élvező hedonista attitűdjével dolgozott. Rámutatnak ugyanakkor arra is, hogy Hunyady leggyakoribb témája a különböző osztálybeliek érintkezése és ütközése: jól ismeri az arisztokrácia, a dzsentri és a nagypolgárság életét.
Az Új Magyar Lexikon (1962) ezt az értékelést adja Hunyady Sándorról: "Egyszerű emberek mindennapi történeteinek finom tollú novellistája; csöndes költőiséggel, művészi stílussal ábrázolja a két világháború közötti városi életet."
A Magyar Irodalmi Lexikon (1963) azt emeli ki, hogy már első novelláiban megmutatkozott sajátos művészete: a mikszáthi anekdotizáló hang és a modern lélekelemzés könnyed, természetes egysége. "Elbeszélései az élőbeszéd frissességével hatnak: e rögtönzésszerű hatás azonban aprólékos műgondból születik."
Munkásságával kapcsolatban érdemes idézni a jeles irodalomtörténész, Bóka László találó megállapítását is: "A társadalmi fejlődés nagy hullámverésében meg tudja látni az emberi kisvilág apró drámáit, egy-egy pillanatban sűrítve felismeri az emberi viszonylatok erkölcsi konfliktusait, s úgy tud róluk szólni, hogy szavának utánozhatatlan természetességével, jóízű bájával néha meredélyek felé vezeti gyanútlan olvasóját."
A Magyar Irodalmi arcképcsarnok szerint Hunyady életművének legértékesebb része a novellisztikája. Novelláival vált a két világháború közötti korszak meghatározó íróinak egyikévé. Legjobb novellái Anton Pavlovics Csehovval és Guy de Maupassant-nal rokonítják.

## Élete

### Fiatalkora
1889-ben a Budapesten már elismert huszonhét éves író és újságíró, Bródy Sándor az Erdélyi Híradó meghívására leutazott Kolozsvárra, hogy beszámolót írjon egy színházi bemutatóról, amelynek női főszerepét a szép és tehetséges Hunyady Margit játszotta. A színésznő láttán aztán Bródy rövidre tervezett kolozsvári vizitje tizenöt hónaposra duzzadt, s ebből a viharos szerelemből született meg törvénytelen gyermekként 1890-ben Hunyady Sándor. Hunyady Margit nemesi családjából önként kiszakadó, a művészi hivatást tudatosan választó, önmagát örökösen művelő, határozott, egészséges szemléletű, művelt és modern nő, kemény asszony volt. Később tagja lett annak a színészcsoportnak, amelyet Ditrói Mór a Vígszínház alapításakor Pestre felhozott, így került anya és fia Erdély fővárosából Budapestre 1896-ban. Hunyady Margitnak közvetlen stílusú, letisztult gondolatokat és értékítéletet tükröző novellái, tárcái jelentek meg, sőt, egy politikai színdarabját a Vígszínház is játszotta – Hunyady Sándor így már nagyon fiatalon hatalmas műveltséget szívott magába. A hétköznapi józanságot képviselő nagyanya és a megingathatatlan morálú anya az élet biztonságos teljességét nyújtották a gyermek Hunyadynak.
Éppen ezért élte meg megrázkódtatásként az apa berobbanását ebbe a tiszta képletbe. Tízéves, amikor megismeri Bródy Sándort, az örökös üldözöttséget sugalló, mégis rögtön szimpatikus férfit, akit ezt követően apának kellett szólítania. Újabb sokként érte az is, hogy megtudta, református hite és neveltetése ellenére apja révén zsidó vér is folyik ereiben. Itt kezdődött tulajdonképpen az író mítoszához elengedhetetlen „hányatott sors”, az állandó bizonytalanság és énkeresés. Amikor 1906-ban, tizenhat évesen elvesztette anyját és teljes apai felügyelet alá került, a Bródy-házaspár inkább vendégnek tekintette, s minden irányítást, nevelést elhárított magától. Írók, művészek, éjszakai bohémek körében töltötte estéit a szeretetre méltó kamaszfiú, megilletődött tisztelettel nézte a New York kávéházban a Nyugat-asztalt, amelynek tagjai közül később többen baráti viszonyba kerültek vele: Karinthy Frigyes, Ambrus Zoltán és Osvát Ernő szívébe is sikerült belopnia magát.

### Újságírói indulás
A zaklatott életmód következtében azonban Hunyady már tizenhét éves korában, 1909-ben eljutott első öngyilkossági kísérletéhez, amely azonban a fegyver váratlan félrecsúszása miatt meghiúsult. Bródy kissé megszeppent, és apai jogait érvényesítve a fiút felgyógyulása után azonnal Kolozsvárra küldte, hogy nyugodtabb légkörben fejezhesse be tanulmányait. Hunyady azonban első este elkártyázta minden pénzét, így érettségizés helyett kereset után kellett néznie. Mikor az Újság című laphoz kezdett cikkeket írni, még nem sejtette: későbbi életét meghatározó gondolkodás- és életmódjának kialakulása kezdődött meg ezzel a hírlapírói állással. Más miatt is hatalmas nosztalgiával emlékezett vissza erre a kolozsvári időszakra: ekkor sajátította el ugyanis ifjúkora „nyomorszakértelmének trükkjeit”, amelyeknek élete végéig nagy hasznát vette, hiszen soha nem tanult meg igazán bánni a pénzzel.
Mikor már nyugodtabb korszak következhetett volna életében, mert bizonyos megállapodottságot élvezhetett Kolozsvárott, elfogta az apja utáni vágy, s amint egy „szerencsés kártyás passz” segítségével előteremtette a vonatjegyre a pénzt, 1912-ben visszautazott Pestre. Nem sokat változtak itt Hunyady életkörülményei, hisz akárcsak neki, apjának sem volt erőssége a takarékoskodás, így a két bohém egyik napról a másikra tengette életét. Hunyady egy szobában lakott imádott apjával, aki szeszélyétől függően hol kényeztette, hol eltaszította magától fiát. Ő kiegyensúlyozottabb alkat volt Bródynál: mivel nem nehezedett rá huszonéves korától a hírnév átka, nem ismerte a szélsőséges nekibuzdulásokat és nagy letöréseket, nem zilálta idegeit folyton a közönség kiszámíthatatlan reakciója.

### A Monarchia széthullása – az írói karrier kezdete
Nemcsak apja szélsőséges természetét viseli nehezen, de léha pesti közös életüktől is hamar megcsömörlik, s hiába akad mindig valahonnan kávé, szivar, kártyapartner és írnivaló – Hunyady és Bródy éltető elemei –, szinte megváltásként éri Dungyerszky György szerb nagybirtokos ajánlata, aki személyi titkárnak kéri fel. „A fenének kell kávéház. Torkig vagyok a kávéházzal.” – sóhajt fel örömmel Hunyady, amikor 1913 nyarán a bácskai faluba megérkezve teleszívja tüdejét a friss levegővel. A születésétől fogva városban élő fiú hamar beleszokik a falusi életbe: igaz rokonszenvvel figyeli a sovány, fekete, szerb parasztokat és lenyűgözi a bácskai mulatságok zabolátlan vadsága. Az itt töltött néhány hónap alakítja ki benne a szerbek iránti szimpátiáját, ami a Monarchia szétesése után sem csökken: több írásának a témáját ezekből az élményekből meríti (Géza és Dusán című regénye, A feketeszárú cseresznye).
Vidéki életének az első világháború kitörése vet véget: besorozzák a hadseregbe. A finom lelkű fiú nehezen viseli az összezártságot, az állandó bűzt és mocskot, katonatársai durvaságát. Hamar kiderül, hogy nemcsak lelki, de testi adottságai sem teszik alkalmassá a hadi szolgálatra: ifjúkora óta beteg tüdeje miatt a front helyett egy tátrai szanatóriumba kerül. Személyesen láthatja a századelőn irodalmi közhellyé koptatott, ellentmondásos tüdőszanatórium-jelenséget: a luxusdíszletek előtt egyszerre játszódó két színjátékot – a csak pihenni vágyó arisztokraták felhőtlen vígjátékát és a halál ellen küzdő orvosok és reménytelen betegeik tragédiáját. Ezt a témát dolgozza fel sokak által legjobbnak tartott regényében, a Téli sportban, valamint Havasi levegőn című novellájában és Havasi napsütés című színdarabjában is.
Még javában tart a háború, amikor 1916-ban visszatér Pestre és Lázár Miklós lapjánál, a Déli Hírlapnál helyezkedik el. A növekvő létbizonytalanságban igencsak fel kell elevenítenie ifjúsága nyomorpraktikáit, ám emellett az írói semlegességért való küzdés, a kívülmaradás örök igénye is nehezíti életét. Mégsem a világháború vagy az 1919-es forradalmi események űzik el ismét Pestről, hanem apja ridegsége: az 1919 őszén meghurcolt Bródy, aki mindenfelől gyűlöletet érez, elfordul „keresztény” fiától. Keserű öniróniával állapítja meg ekkori viszonyukról Hunyady: „Csak szerelmesek között szokott ilyen végletekben formálódni az érzés.”
1922-ben ezért visszaköltözik szülővárosába, Kolozsvárra. Gondolatait segít elterelni apjáról a Kolozsvárott talált élénk szellemi élet. Erdélyben a Magyarországtól való elszakítás után a magyar kultúra óriási fejlődésnek indult. Ekkoriban indulhatott meg Áprily Lajos és Tamási Áron pályája is, hisz a lapalapítások és könyvkiadások addig sohasem látott támogatást élveztek. Hunyady már a városba érkezése másnapján állást kapott az Ellenzék című lapnál, s az itt töltött időt később élete legboldogabb éveinek nevezi. Az Ellenzék ellentmondásos újság volt abban az időben: bár hivatalosan az erdélyi magyar főurak sajtóorgánuma volt, szellemiségét a haladó felfogású újságírók szabták meg. Egyre másra alakultak irodalmi társaságok alapítása is az akkori Kolozsváron, s Hunyady a Helikon nevű csoport tagja lett, többek között Áprily Lajossal, Tamási Áronnal, Kuncz Aladárral, Reményik Sándorral együtt. A társulás céljául ezt tűzte ki: „Szolgálni a magyar népet és a szép eszményét művészi hitvallásunk szerint.” Ennek jegyében hozták létre az erdélyi magyar irodalom legértékesebb fórumát, az Erdélyi Helikont, amely szilárd esztétikai irányvonalat jelölt ki a kissé eklektikussá váló irodalomfelfogásban.
Színikritikusi tevékenységéhez kapcsolódik ez a Dajka Margit emlékezetében megőrződött anekdota:
Emlékszem, nagy sikerem volt egy Chopin életéről szóló zenés darabban. Hunyady Sándor, aki akkor ott újságíróskodott Kolozsvárt, írt is a darabról kritikát, de az én nevem meg sem említette. No, fortyogtam magamban, egyszer azért még jól megmondom neki a magamét. De hát túl kopott voltam én még ahhoz, hogy bemehessek a művészklubba, ahol Hunyady általában tartózkodni szokott. Eljött a Liliom premierjére. Kilépek előadás után a kiskapun, hát kibe ütközöm? Hunyady állt ott.

– Jó estét, Kisdajka! – emelte meg látható zavarban a kalapját.
– Van szerencsém, szerkesztő úr! – és a hangomban máris gyűlni kezdett a harag. – Mi járatban?
– Szép volt a premier? – kérdezett ő vissza.
– Azt meghiszem!
– És ki milyen volt? – Rögtön tudtam, hányadán állunk. Beszámoltam neki röviden, melyik színész milyen volt, csak épp egy kicsit felcserélgettem a szerepeket. Hunyady ismét kalapot emelt, megköszönte, és másnap az én »szereposztásommal« jelent meg a kritikája. Amiből persze nyilvánvalóan kitűnt, hogy elbliccelte a premiert. […] Erősen tartottam tőle, hogy elver, annyira megmérgesedett rám a hamis szereposztás miatt. […] Így is nekem esett, nem éppen úriemberhez méltó tónusban: »Hallja-e, mit csinált maga velem?« […] »Pardon, csak semmi szemrehányás! A múltkor, amikor kritikát írt, nem találta meg a nevem a színlapon. Most cserébe kapott tőlem egy komplett színlapot.«
Hunyady rengeteg cikket írt ebbe a két lapba, s talán ez segítette hozzá, hogy többre vágyjon tizenhat éves kora óta űzött hivatásánál, az újságírásnál: érzékeny megfigyeléseiből, remek stílusával a kolozsvári évek végére állítja össze első novelláskötetét, a Diadalmas katonát, amely 1930-ban jelent meg Erdélyben. Kolozsvárott azonban mégsem érhetett igazi íróvá, mert alkatától továbbra is távol állt a harcos, politikailag is aktív művész szerepe.

### A Vígszínház háziszerzője
1929-ben így ismét Pestre költözik, ahol végre learathatja az első jelentős sikert: váratlanul éppen drámaíróként. A Júliusi éjszaka sikere előtt senki sem sejtette Hunyady tehetségét, ambícióját, egyszerűen csak Bródy Sándor kisfiának tartották. Igen jellemző, hogy a bemutató után, 1930 januárjában Indig Ottó ezt írja színházi levelében: „Őszintén mondom el: nem sokat vártak tőle. Azt mondták: kártyás, könnyelmű, léha, nem szeret dolgozni, és ha harminchét éves koráig semmit sem mutatott magából mást, miért tudjon most egyszerre színdarabot írni.” Innentől kezdve azonban a Vígszínház háziszerzője lesz, ahol tizenhárom darabját mutatják be 1929 és 1942 között, s íróasztaláról most már mindenféle igazgatóktól függetlenül, szinte frissiben a színészekhez kerülnek drámái.
Színdarabjaival kapcsolatban a Magyar Irodalmi Lexikon úgy vélekedik, hogy Hunyady sikervágya, az erőltetett happy endek, a nemegyszer olcsó megoldások több ízben vezettek oda, hogy kitűnő témáit nem tudta igazi drámává érlelni.
A Magyar Irodalom Arcképcsarnokának Hunyady Sándorról szóló részében Hegedüs Géza is hasonló nézeten van. "Színjátékai versengenek a kor színpadi fejedelmeivel, Molnárral, Herczeggel. Ezeknek jó része igazán jól megírt "sikerdarab" igazi drámai mélységek nélkül."

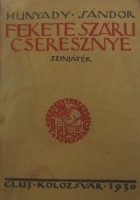
A Feketeszárú cseresznye című dráma első kiadása

### A Feketeszárú cseresznye – a maradandó művészi értékű Trianon-dráma
Hunyady Sándor drámai terméséből messze kimagaslik a Feketeszárú cseresznye című darabja, melynek vígszínházi bemutatója nyomán országosan ismert és népszerű író lett.
A szerelmi háromszög-történet a Bácskában játszódik. A történet kezdetén még a magyarok az urak; az első felvonás egyfajta nemzetiségi feszültségekkel terhelt idillt mutat be.
A szerb származású, ugyanakkor a magyarokkal is jó viszonyt ápoló gazdag kereskedő, Dusán fiatal feleségébe, a szerb Irinába beleszeret a magyar főbíró, Péterházy Géza. A szerelem kölcsönös, ám az asszonyban fel se merül, hogy megcsalja a férjét. Az érzelmeket azonban csak ideig-óráig lehet elleplezni, az egymást gyors egymásutánban nyomon követő, sorsfordító történelmi események: az első világháború, Trianon, illetve az impériumváltás felgyorsítják felszínre törésüket, és mindhárom főszereplő döntési helyzetbe kerül.
Amikor a szerbek átveszik a Bácskában az uralmat, Péterházy Géza főbírónak, aki nem kívánja letenni a hűségesküt, menekülnie kell. Vajon mi lesz a feleségére féltékeny szerb férj és a magyar férfi barátságával, követi-e magyar szerelmét a szerb Irina? – erről szól a romantikus, drámai elemekben és humorban egyaránt gazdag dráma.
Hunyady Sándor ezt a magyarázatot adta arra, hogyan merült föl benne a darab ötlete:
„A Feketeszárú cseresznye magja egy egészen jelentéktelen epizód. Egyetlen pezsgős éjszaka hangulata, amely sehogy sem akar elfakulni bennem. A háború derekatáján történt, hogy a szabadkai »Pest« szálló éttermében mulató társaságba keveredtem. Ennek az éjszakának királynője egy magas, karcsú fiatalasszony volt. Fekete volt ez az asszony, mint a kőszén. A haja fekete, a bőre fekete, a szeme, mint a fekete strassz. Azt láttam, hogy egész becsületével, szeretetével és gyengédségével ragaszkodik az urához. De viszont azt is észrevettem, akármint titkolta erkölcse és szemérme, hogy halálosan szerelmes az egyik huszárba. Arra gondoltam, hogy milyen drámai komplikáció lenne, ha a sors egyszer próbára tenné ezt a szenvedélyes, erős teremtést: válasszon.”
Hunyady számára tehát a dráma kiindulópontjául a főszereplők magánélete, emberi kapcsolatai, érzelmei szolgáltak, ennélfogva „tisztább írói ösztönnel tapintott rá Trianon irodalmi felfogásának módjaira, mint az eddigi úgynevezett irredenta-drámák íróinak akármelyike” – mint azt már Schöpflin Aladár is megállapította a Nyugat című folyóirat 1930. évi 22. számában közölt kritikájában.  
A mű bravúrja az, hogy egyszerre tudja érzékeltetni az egyéni és a kollektív tragédiát. A történelmi szituációt komplex módon, az emberi kapcsolatokat, a magánéleti válságot bensőségesen ábrázolva, több oldalról megközelítve szuggesztíven jeleníti meg.
A korabeli Trianon-drámák többségével ellentétben Hunyady darabja nem a sérelmi hozzáállást tükrözi. Szerb szereplőinek nagy része rokonszenves, nemes gondolkozású. Ezért is van az, hogy a drámának mind a történeti, mind az emberi szála ma is katarzist vált ki.
Említést kell tenni ugyanakkor arról, hogy a Magyar Irodalom Arcképcsarnokának Hunyady Sándorról szóló értékelése szerint a Feketeszárú cseresznye sem több történelmi hátterű szerelmi idillnél, melyet valamelyest színez a magyarok és szerbek nemzetiségi konfliktusa. Nem az első világháború korának és az azt követő időknek a rajza egy szerelmi bonyodalom kapcsán, hanem egy szerelmi bonyodalom a háború után szerb fennhatóság alá került Bácskában, ahol a történelmi kataklizma egymás karjaiba hajtja a magyar férfit és a szerb asszonyt, míg a férj, miközben politikailag diadalt arat, magánélete boldogságát örökre elveszti.

### A világszínvonalú novellista
Novellái a műfaj gyöngyszemei. Cselekményük legtöbbször a színpadi szerkesztésre emlékeztető fordulatossággal pereg, miként azt a Magyar Elbeszélők (1961) című antológia megállapítja. Erényük még a kiváló jelenetezőkészség, a derűs életszemlélet és az abból adódó kedves humor.
Írói színre lépését csak a korai halál tette fájdalmasan késeivé, Hunyadynak ugyanis csupán tizenkét év adatott meg, hogy sikeres íróként felhasználja az újságíróévek alatt elsajátított ragyogó technikát, „titokzatos fényérzékenységű szerkesztést” (Márai Sándor), hogy ne csak pillanatképekbe, hanem kodifikált irodalmi formába rögzítse negyven év szemlélődését és élettapasztalatát.
Ennek ellenére – ahogy Illés Endre írja – „legalább tíz olyan novellát írt, amelyet egyetlen kritikus sem tud megkarcolni. De még az idő sem. Mind a tíz világirodalmi ranggal illeszkedik be a legjobb magyar novellák közé.” Ide sorolja Illés többek közt a Bakaruhában, a Lovagias ügy, a Júliusi éjszaka és a Kártyaaffér hölgykörökben című novellákat is.
A Magyar Irodalmi Lexikon így méltatja novellisztikáját: "A kolozsvári cselédlány és úrifiú szerelme, a vidéki detektív önkínzó féltékenysége, a vöröslámpás házban tanyázó egyetemista, a magyar pusztába szakadt francia nevelőnő, a gyilkosság gyanújába keveredett gigoló, a tátrai luxusszállodában találkozó gazdag lány és szegény kiscseléd sorsa megannyi tökéletes dráma, izgalmas életút, s egyben állásfoglalás a társadalom kérdéseiben."
A klasszikusan zárt elbeszélés, az izgalmas történet nála az életnek csak egyetlen mozzanatát ragadja meg, ám ebben a mozzanatban egy egész sorsot tud fölmutatni, úgy, hogy a társadalmi háttér egy-egy jellemzője is fel-felvillan. Hunyady finoman pszichologizáló anekdotizmusa, páratlanul találó jelzői a társadalomkritika csupán jelzésszerű megjelenítése ellenére is kiemelt helyet biztosítanak számára a modern magyar prózában.
Legismertebb novelláinak rövid tartalma:
- A Don Juan című novella vasúti szerencsétlenségben mindkét lábát elvesztő volt MÁV-gépésze újságárus rikkancsként is megőrzi a jó kedélyét és a nőkkel való incselkedésre a hajlamát, és mikor feleségül vesz egy csinos és módos hadiözvegyet, az asszonykának csak egy miatt van oka panaszra: "Tíz férfi lakik ebbe kérem, nem egy. Ahány szoknya, annyifelé szaladna."
- A deres halántékú, de imponáló megjelenésű, büszke tartású Z. gróf, a Nehéz étel című novella főhőse jó érzékkel talál magának egy kedvére való fiatal leányt, egy őt nemcsak a pénzéért, hanem őszintén megszerető kis balettpatkányt, Böskét. De amikor a "jóakarói" gúnyosan figyelmeztetik, hogy rohamosan kezd öregedni, maga is úgy érzi, hogy ez a túlságosan is heves és érzelmileg is megterhelő viszony elszívja minden életerejét. Szakít kedvesével. Noha szomorú, amiért el kell válniuk, egy pillanatig sem habozik: "Ez a lány – gondolta –, olyan, mint valami nehéz étel. Fekete hús, lefekvés előtt. Megölne!"
- A Havasi levegőn című novella színhelyén: egy tátrai szanatóriumban a legnagyobb gonddal ápolnak egy tüdőbeteg milliomoslányt, báró Klein Bettinát. Állandó orvosi inspekció van a szobájában. Tíz ember is küzd azért, hogy a lányt kiragadják a halál karmaiból. Mikor lábadozni kezd, felfigyel egy hozzá a megszólalásig hasonló cselédlányra, Annira, akit kedvtelésből, unalomból maga mellett tart és különféle bizalmas szolgálatokat végeztet el vele. Amikor a szanatóriumi orvosok rájönnek, hogy a kis cseléd is tüdőbajos, már késő. Anni belehal a betegségébe, hisz őt nemhogy nem kímélik, de agyondolgoztatják. Sőt, amikor báró Klein Bettina érdeklődik, hogy hova tűnt, s miért nem búcsúzott el tőle, a milliomoslány megnyugtatására azt találják ki, hogy Annit lopáson kapták és elzavarták, azért nincs már ott a szanatóriumban...

A Magyar irodalom történetének Hunyady Sándorról szóló része szerint az, ahogy az író elkerüli a Havasi levegőn című, tragikus kicsengésű novella témájából fakadó, mindvégig ott kísértő giccset, nagyszerű írói fegyvertény. Olyan az egész, mintha Jókai Mór kezdte volna el és Móricz Zsigmond fejezte volna be.
- A Lovagias ügy a címét meghazudtolóan egy mindennapos, kisszerű esetet tár elénk. Két kisember: Gelb Lajos bőrkereskedő és dr. Fried Gusztáv mérnök inzultálja egymást, amikor egy ötemeletes pesti bérház liftjének ajtajánál vita támad köztük, melyikük menjen be elsőként. A szóváltás pofozkodásba torkollik.

De a novella akkor válik igazán izgalmassá, amikor a két férfi első dühe elmúltán azon tanakodik, mi lesz ezután? Mi ilyenkor a társadalmilag elvárt viselkedés? Párbaj? Pör?
Jól mutatja a megváltozott időket, hogy nemcsak a véres leszámolást kerülik, de a kimagyarázkodást is. Egyfajta hallgatólagos, csendes megbékéléssel oldódik meg a konfliktus. Gelb és dr. Fried eleinte ugyan még harcias, de aztán kisebb-nagyobb gesztusokat tesz, hogy elsimítsa a kellemetlen ügyet. Kalapot emelnek egymás láttán. Előre köszönnek a másiknak. Valóságos udvariassági verseny támad köztük. Dr. Fried tiszteletteljesen kezet csókol Gelb feleségének. A végén aztán, fátylat borítva a múltra, kölcsönösen bemutatkoznak egymásnak és paroláznak.
Ahogy a novella zárómondata fogalmaz: "A két ellenfél szinte közel állt hozzá, hogy összeölelkezzék a teljes megkönnyebbülés boldogító mámorában".
- A Bakaruhában című novella cselekménye az, hogy Vilma, a tisztalelkű, szép és önérzetes cselédlány szeretője lesz egy, a cselédkorzón megismert bakának. Amikor azonban a férfiről kiderül, hogy valójában a felsőbb, az úri osztályhoz tartozik, örökre elhagyja. A köztük lévő áthidalhatatlan társadalmi különbség lehetetlenné teszi a kapcsolat folytatását. (Nagy Lajos értékítélete szerint ez a mű Hunyady Sándor kisprózájának legjobb darabja.)[16]
- A Téli sport című novella helyszíne megegyezik a Havasi levegőn című íráséval. De ezúttal nem egy milliomoslány, hanem egy szerény fizetésű banktisztviselőnő, Olga sorsát követhetjük nyomon. Olga a nővére megtakarított pénzéből jut el a Tátrába, hogy gyógykezeltesse a tüdőbaját, és ahogy a mindennapok megszokott taposómalmából egy kis időre kiszakadhat, szerelmi regénye támad a szanatórium valósággal cselédsorban tartott, parkett-táncosként is foglalkoztatott sítrénerével. A pénze elfogy. Meggyógyulni se gyógyul meg. A sítrénerrel való kapcsolata sem folytatódhat, bármennyire szeretné is.

Amikor Olgának el kell hagynia a szanatóriumot, Egon, a sítréner kéri, hogy mihamarabb jöjjön vissza.
„Jól van! Visszajövök! – ígérte Olga. És most nem pirult el. Pedig ez igazán butaság volt. Hogyan jöhetne vissza? Miből? Majd tíz év múlva talán, ha él még.”
- A Razzia az "Aranysas"-ban román rendőrfelügyelője a saját feleségét, a bolondulásig szeretett Myrát kapja rajta egy garniszállóban egy erkölcsrendészeti ellenőrzés során.[15] Az unokaöccsével in flagranti ért asszonyt úgy kezeli, mintha csak egy bárcás prostituált volna, le is csukatja, de mikor a felettese emiatt rendreutasítja, nem marad más választása, mint hogy a szolgálati pisztolyával véget vet életének.
- A Kártyaaffér hölgykörökben című novella jellegzetesen Hunyady Sándor-os írás a tekintetben, hogy erkölcsileg képlékeny területekre visz el.

A történet egy kártyacsalással megvádolt nő, Lucy "felfelé bukása". Az asszonyt a saját társadalmi közegéből kitaszítják. "Voltak, akik nyíltan és vadul szidták. Még többen, akik csak csíptek rajta egyet, aztán ijedten tovaröppentek, mint a veréb. De a legtöbben olyan zseniális módon mentegették és pártfogolták, hogy ez a támogatás veszedelmesebb volt minden rágalmazásnál. A dolog olyan bonyolulttá vált, mint a Dreyfus-ügy. Szinte vallási és társadalompolitikai jellege lett. Voltak benne haladók és reakciósok. Türelmetlen moralisták és szabadgondolkodók."
Lucyt végül az mentette meg a teljes kiközösítéstől, hogy egy igen előkelő, idős dáma, egy óriási bank vezérigazgatójának felesége szeszélyes kedvéből védelmébe vette. Kijelentette, hogy ő negyven év óta minden úton-módon csal a kártyában és mégis mindig veszít, az ilyesmit tehát egy nőnek nem szabad felróni.
Megtört tehát a jég. Sőt, Lucy esetében az történt, hogy "a karambol, ami a maga társaságának síkján érte, kimozdította a pályájából és feljebb vitte egy rangfokozattal." Szénsavdúsabb, előkelőbb világban mozoghatott eztán – ahogy Hunyady írja a hősnőjéről. Más kérdés, hogy új társaságában Lucyt, ha leült játszani, a parti megalakulása előtt mindig félrehívta egyik-másik barátnője, és kérte, hogy játszanak közösen. Számítottak rá, hogy nekik is "leesik" valami.
Ám ezen Lucy csak nevetett. S a férje is túltette magát a dolgon. Átlátta, hogy komikus lenne bármilyen erkölcsi kommentárt fűzni az ügyhöz.
- Az alvilági kérő című novella humora abban rejlik, hogy egy tisztességes szándékú fiatalember szokványos lánykérését meséli el, mindössze azzal az átlagtól való apró eltéréssel, hogy a leendő örömapa orgazda, a kérő pedig pecsétes írásokkal tudja igazolni, hogy fiatal kora dacára már kétszer ült börtönben házasságszédelgésből kifolyólag.

A szülők úgy ítélik meg, hogy a fiatalok megélhetése biztosítva lesz. Persze van bennük egy olyasfajta szorongás, mintha egy bányászhoz adnák feleségül Micikét. Annak a foglalkozása is veszélyes. Leszáll a tárna fekete torkába. Bányalégrobbanás, talajcsuszamlás fenyegeti. De hiába, le kell szállnia. A napi megélhetés megteremtése bizony mindenkinek nehéz.
- A Júliusi éjszaka című novella paradox helyzetet állít elénk. A dunántúli kastély személyzete által csak "Laci grófnak" nevezett fiatal arisztokrata csak akkor vívja ki a menyasszonya, Emma grófnő szenvedélyes érdeklődését, amikor tetten érik a komornával.[15] Ezután már a comtesse is hajlandó arra, hogy amit a Lady Chatterley csonkítatlan angol kiadásában olvasott, egy kicsit áttegye a gyakorlatba.
- A vöröslámpás ház című novellában a lump és korhely egyetemi hallgató, Kelepei egy bordélyházban üti fel a tanyáját, mert ott a kvártély is olcsóbb és a lányok is kéznél vannak.[15] Egy napon azonban meglátogatni készül makulátlan erkölcsű, idős édesanyja, így aztán a műintézményben egy kis időre felborul a „normál” üzletmenet.
- Az Aranyifjú című novella főhősét, a selyemfiúvá züllött arisztokrata D' Ajuda grófot meggyanúsítják azzal, hogy ő ölte meg értékes gyöngysoráért gazdag amerikai szeretőjét, s hiába derül ki később az ártatlansága a gyilkosságban, az eset foltot ejt a becsületén, a "jó társaság" kitaszítja. A botrányt követően kaszinói krupiéként kénytelen megkeresni kenyerét.[15]
- A Cukorbaj című novella kis tisztségviselője, Erdős úr, aki nehezen, ötpengős gondok közt él, teljesen összeomlik, amikor megtudja, hogy cukorbajos. "Az nem zsenírozta, hogy eztán nem ehet szőlőt, sárgadinnyét és édes tésztákat. De az mélyen lesújtotta, hogy eztán le kell mondania a kenyérről és a krumpliról. Eddig főképpen kenyéren és krumplin élt. Mivel fogja most e kedves táplálékokat helyettesíteni?" A munkahelyén, egy nagy kereskedelmi vállalatnál egyszer csak hívatja magához a Vezér és rákérdez, igaz-e, amit hallott. Mármint hogy cukorbaja van. Erdős úr szabadkozik, hogy a betegsége nem akadályozza a munkában, elvégre az csak egy pillanat, amikor inzulininjekciót ad be magának a mosdóban.

A cukorbaj karriermotor lesz – a szintén cukorbajjal küzdő főnök bölcs előadásokat tart beosztottjának a cukorbajról, s vigasztalásként, szolidaritásból még fizetésemelést is ad neki. Utóbb már úgy a bizalmába fogadja, hogy vele adatja be magának az injekciót, nem az orvosokkal.
„Innen kezdve elszánt küzdelem kezdődött a két ember között. A Vezér lent akarta tartani alkalmazottját a szegénységben, kifizetni apró morzsákkal, hogy alázatos cselédje maradjon, akit becsöngethet magához, mint a szolgát. Erdős úr viszont, akármilyen mulya volt, mégis fölfelé törekedett. És neki sikerült. Egy év múlva személyzeti főnök lett, és címzetes aligazgató. Hiába, őnála volt a fegyver.”
- A Női uszoda című novella főhősei olyan kiskamaszok, akik észreveszik, hogy a városi fürdő férfiaknak fenntartott uszodájából egy csövön keresztül át lehet jutni a női uszodába. Hunyady jól érzékelteti a századforduló atmoszféráját: azt a kort, amikor a kamaszfiúk még fülledten képzelődtek a női uszodák titokzatosnak hitt világáról, s a bátrabb fiúk még arra is vállalkoztak, hogy a férfi- és a női uszodát összekötő csövön a maguk vékonyka testével átússzanak.

Ahogy Hunyady fogalmaz, azután, hogy a kölykök birtokba vették a női medencét, egy cseppet se lettek romlottabbak. "Titokzatos dolgok közömbös tényekké váltak a szemükben. A nők idomai fétisekből becsületes testrészekké alakultak át." Sok ideges ingerük elmúlt. A másik nem világa emberibbé lett előttük.
A történet "főgonosza" az uszoda gondnoka. Amint rájön, hogy a fiúk a csövön át merő vagányságból be-beúszkálnak a női uszodába, bedrótoztatja a cső kijáratát, ami csaknem az egyik kiskamasz halálát okozza.
A novella kettős zárlata a realitáson túli, szimbolikus elemet is tartalmaz. A szülők panasza miatt a gondnokot eltávolítják, ugyanakkor másnap már sodrony kerül a víz alatti cső bejáratára is, úgyhogy a titkokat fölfedezni vágyó fiúk soha többé nem járhatnak át a nők klott-, fodor- és napkenőcs-szagú világába.

### Az írói és az újságírói munka kölcsönhatása
Miközben sorra jelentek meg regényei (Téli sport 1934, Családi album 1934, Géza és Dusán 1937., Nemes fém 1938, Jancsi és Juliska 1939) és elbeszéléskötetei (Az ötpengős leány 1935, A vöröslámpás ház 1937, A tigriscsíkos kutya 1938) újságírói tevékenységével sem hagy fel: a harmincas években főként a Magyarország című lapba ír, de publikálják írásait a Film Színház Irodalom és a Színházi Élet számai is – s e két utóbbi sajtóorgánumban nemcsak szerzőként, de állandó témaként is feltűnt az immár sztárrá vált író.
Újságírói munkája egyben ihletforrás is volt számára. Több novellájának témáját újságíróként gyűjtötte be, illetve dolgozta fel először.

### Utolsó évei

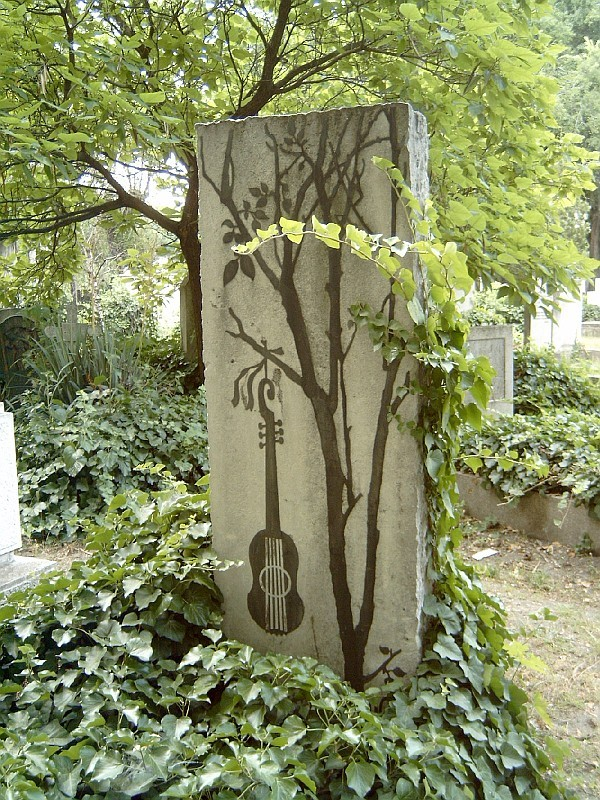
Hunyady Sándor sírja Budapesten. Kerepesi temető: 34-2-56. (Vilt Tibor alkotása)

Hunyady sikerei ellenére sem élte a nagy irodalmi tekintélyek életét, szigorú napi beosztása, a munkáról vallott felfogása inkább nyárspolgári szemléletet mutatott: vígszínházi kiugrása után is a korábbiakhoz hasonló szerénységgel és szorgalommal dolgozott élete végéig. „Üres feketekávét reggelizem egy darab kenyérrel. Reggeli után leülök dolgozni, dolgozom délig. Akkor megebédelek, az íróasztal szögletén, a legtöbbször papírról kolbászt vagy parizert. Este, a rendes, olcsó kis helyemen, menüt vacsorázom. […] Minden földi javam elfér három közönséges kofferben. Nem vagyok anyagilag biztosítva, legföljebb csak az előttem álló néhány hétre, esetleg mindössze néhány napra. […] Fogalmam sincs, hogyan lehetne szert tenni munka nélküli jövedelemre. Talán mert az a rögeszmém, hogy becsületes munkás vagyok.” A derűs, kártyázó, csevegő kedvenc, aki mindenütt otthonos volt és mégis mindenütt vendég, saját betegségeiről orvosain kívül sohasem beszélt senkivel. Ezek az orvosok pedig tudták, hogy túl hosszú élet nem adatott neki. Az is csoda, hogy ötven évig győzte szervezete a halálos bajokat, tűrte a tizenhét éves kora óta tüdejében lévő golyót.
Móra-dramatizálása, a Négy apának egy leánya 1942 szeptemberében került színpadra. Még javában műsoron volt, amikor az október 12-ei lapok az alig ötvenéves író haláláról adtak hírt.
A végső éveket még nehezebbé tették a politikai események, a fellángoló második világháború, az író szemlélete elkomorult. Életműve erről azonban már nem ad tanúvallomást: az ő világa az első világháború előtti évektől a második világháború előtti évekig terjed. De ennek a mintegy harminc esztendőnek múlhatatlan művészi korképét adja írásainak világa. Ahogy Márai Sándor megfogalmazza a Hunyadynál tett utolsó látogatása kapcsán: „Mikor elmentem a szanatóriumból, különös szorongással éreztem, hogy zsenink és prófétánk egyre több lesz, de írónk, sajnos, megint eggyel kevesebb.”

## Értékelése
Mind a korabeli kritika, mind pedig az irodalomtörténet egyöntetűen a novellisztikáját tartja életműve legértékesebb vonulatának. Elbeszéléseire a „bohém” nézőpontja jellemző, a társadalmi kasztokon és osztályokon kívül álló emberé, aki egyetlen réteg szemléletét, értékrendjét és erkölcsi normáit sem teszi magáévá, éppen ezért valamennyit kritikusan vagy ironikus fölénnyel szemlélheti. E nézőpontot származása (félzsidó törvénytelen gyermek) is erősíthette.
A maupassant-i novellatípus kivételes tehetségű folytatója a magyar irodalomban, mesterére vall a legtöbbször egyszálú, zárt cselekményszerkezet, csattanó végkifejlettel, a narráció látszólagos személytelensége, amelyet csak közvetett stíluseszközök (jelzők, hasonlatok) itatnak át finom iróniával. Szereplőit előszeretettel választja a kisváros foglalkozásuk vagy gondolkodásmódjuk okán „rétegen kívüli” alakjai közül (diák, újságíró, színész), akiket ez a jellegzetességük sodor a hétköznapitól elütő élethelyzetekbe. De ugyanez a nézőpont avatja a polgári életforma előítéleteinek, megkövült értékszempontjainak kíméletlen kritikusává is; az ezeknek az előítéleteknek áldozatul eső kisembersorsok ábrázolásában tragikus magaslatokig emelkedik.
Novelláinak másik hagyományforrása a mikszáthi anekdotizmus; kedveli az atipikus történeteket, különc szereplőket. Az anekdotikus mag köré azonban lélektani folyamatok és drámaivá mélyülő szituációk épülnek; az írót érezhetően nemcsak a történetmondás, a történetben bujkáló groteszk humor vonzza, hanem az embersorsok fordulását előidéző külső és belső erők összjátéka is.
Ez a sorsfordulókra érzékeny meseszövés avatja kitűnő drámaíróvá. Az, hogy színműveiben gyakran folyamodik sablonos megoldásokhoz, nem annyira a tehetségén múlott, mint azon a közönségigényen, melyet – a sikerről lemondani nem akarván – kielégíteni kényszerült. Legtöbb színdarabja feszültségteli cselekményépítésével, egy-egy, a szereplők lelkének mélyrétegébe világító jelenetével így is kiemelkedik a korszak átlagos színpadi terméséből.
Nagyobb terjedelmű írásaival kapcsolatban a Magyar Irodalmi Lexikon azt jegyzi meg, hogy ezekben több engedményt tesz a korízlésnek, a polgári olvasóközönségnek, mint elbeszéléseiben; a részletek szépsége, a stílus természetessége magával ragad, a társadalomábrázolás viszont olykor felületes, nem hiteles, a kompozíció laza, a lélekrajz elsietett. E regények többnyire elnyújtott elbeszélések. Tehát bár regényeiben is egy-egy drámai szituációt aknáz ki novellisztikus tömörítéssel, rajtuk azonban már érzik a hősök és társadalmi környezet kölcsönhatásának az a hiánya, melyet a novellákban a műfaj „karcsúsága” még jótékonyan elfed.
Prózai termésének legjavához tartozik önéletrajzi regénye: a Családi album gyermekkorának környezetéről fest lírai színekkel átitatott képet. Megismerhetjük belőle Hunyady sajátos viszonyát szüleivel: érzelmi hánykolódását szerető édesanyja és az őt hol elkényeztető, hol meg teljesen elhanyagoló édesapja, Bródy Sándor között. Mindezek mellett a századforduló művészéletének, Kolozsvár bohémvilágának is dokumentumértékű megjelenítése e kötet.
Az 1940-es években, azaz élete vége fele tagadhatatlanul hanyatlásnak indult Hunyady elbeszélő művészete. A siker iránti vágya művészi kompromisszumokra késztette. Örley István föl is rója neki: "Az írót, csakis az írót kérem számon rajta, aki észrevétlen, öntudatlan, páratlan ízléssel, született ösztöneit végképp soha el nem veszítve, de mégiscsak egyre határozottabban siklott a mesterember felé."
Ami az életmű egészét illeti, Örley ítélete túlzottan szigorúnak bizonyult. Hunyady Sándorral kapcsolatban egyre inkább az az álláspont válik uralkodóvá, hogy elbeszéléseit nemcsak a részletek szépsége, a stílus és a nyelv gazdagsága miatt érdemes olvasni, hanem a felszíni könnyedség mögött mindig ott rejtőző, gondolkodásra késztető komoly tartalom, mélyebb mondanivaló miatt is.

## Művei

### Prózai művek
- Diadalmas katona (elbeszélések), 1930
- Géza és Dusán (regény), 1932[20]
- Téli sport / Családi album; Athenaeum, Budapest, 1934
- Családi album (regény), 1934
- Az ötpengős leány (elbeszélések), 1935
- A Vígszínház negyven éve. 1896–1936; Athenaeum, Budapest, 1936
- A vöröslámpás ház (elbeszélések), 1937 (ebből született Makk Károly: Egy erkölcsös éjszaka c. filmje) Online elérhetőség
- A tigriscsíkos kutya (elbeszélések), 1938
- Nemes fém (regény), 1938
- Jancsi és Juliska (regény), 1939
- Kártyabotrány asszonyok között; Athenaeum, Budapest, 1939
- A fattyú (regény), 1942
- Szerelmes unokatestvérek; Áchim, Budapest, 1942 (Százezrek könyve) Online elérhetőség
- Magyarországi kaland és egyéb elbeszélések; Athenaeum, Budapest, 1942
- Egy sötét királyi család; Keresztes, Budapest, 1944 (Film Színház Irodalom könyvtára) Online elérhetőség
- A hajó királynője; Athenaeum, Budapest, 1944
- Havasi levegőn (elbeszélések), 1952
- Olasz vendéglő (elbeszélések), 1956
- Razzia az "Arany Sas"-ban, válogatott elbeszélések; vál., szerk., bev. Illés Endre; Szépirodalmi, Budapest, 1965
- A hajó királynője (regény), Téli Sport (kisregény), 1969 (Réz Pál utószavával)
- Álmatlan éjjel; vál., szerk., bev. Vécsei Irén; Szépirodalmi, Budapest, 1970
- Három kastély; vál., szerk., utószó Vécsei Irén; Szépirodalmi, Budapest, 1971
- Aranyifjú. Elbeszélések; vál., szerk., tan. Illés Endre; Helikon, Budapest, 1983
- Két kis angol; sajtó alá rend., előszó Urbán László; Editorg, Budapest, 1992
- Serenissimus,. elbeszélések; szerk., utószó Urbán László; Hunga-print, Budapest, 1993 (Filléres füzetek)
- Szűrve, habbal...; sajtó alá rend., utószó Urbán László; Interart, Budapest, 1993 (Rejtőző könyvek)
- Árnyék a napsütésben: Hunyady Sándor (1890–1942) elbeszélései, tárcái, karcolatai, valamint dokumentumok, visszaemlékezések, (2000) 963-85829-7-9 (szerk. Urbán László Alexander Brody előszavával)
- A hajó királynője, amerikai novellák, naplók, jegyzetek és emlékezések; gyűjt., összeáll., szerk. Kőrössi P. József és Urbán László; Noran, Budapest, 2002 (Századok legendái)
- Honvágy – Eltűnt írások és képek egy letűnt világról; sajtó alá rend. Kurta Zsuzsanna, előszó Alexander Brody, bev. John Lukacs, szerk. Márton László; Ulpius-ház, Budapest, 2005
- Aranyfüst – Összegyűjtött novellák; sajtó alá rend. Réz Pál; Noran, Budapest, 2006
- Régi mesék a kályhatűznél; gyűjt., vál., szerk. Urbán László, sajtó alá rend. ifj. Bősze Balázs; Aegis Kultúráért és Művészetért Alapítvány, Bp.–Székesfehérvár, 2019
- Családi album: önéletrajz, 1934 (2000) 963-9048-70-4 Online elérhetőség
- Aranyfüst: összegyűjtött novellák (2006) ISBN 963-7416-93-5 (szerk. Réz Pál)

### Színpadi művei
- Júliusi éjszaka (1929)
- Feketeszárú cseresznye, Színjáték három felvonásban; Erdélyi Szépmíves Céh, Kolozsvár, 1930 (Erdélyi Szépmíves Céh kiadványa. IV. sorozat) – Vojnits-jutalommal elismert mű.
- Pusztai szél (1931)
- Bakaruhában (1931)
- Erdélyi kastély (1932)
- Ritz, 1919 (1933)
- Aranyifjú (1933)
- A három sárkány (1935)
- Lovagias ügy (1935)
- Bors István (1938)
- Havasi napsütés (1939)
- Kártyázó asszonyok (1939)
- Nyári zápor (1941)

## Műveiből készült filmfeldolgozások

### Mozifilmek

A Három sárkány (1936) című film egyik jelenete Kabos Gyulával és Rajnai Gáborral

- A Lovagias ügy című filmet (1936) Székely István nem a közismert Hunyady Sándor-novella nyomán, hanem a novella drámaváltozatát alapul véve rendezte meg. Kabos Gyula felejthetetlen alakítást nyújt a vezérigazgató unokaöccse által megpofozott könyvelő, Virág Andor szerepében. (A Nemzeti Filmintézet értékelése szerint maga a film nem sokban üt el a korszak sematikus vígjátékaitól, de e szerepében Kabos Gyulának módja volt arra, hogy – bár Virág Andorként sem bújik ki a bőréből, tulajdonképpen ugyanazt a dadogó és hadaró pesti kisembert személyesíti meg, akárcsak a többi filmjében – a figura szorongásainak, félelmeinek nagyobb mélységet, nagyobb hitelt adjon.)[21] A stáb tagja volt még Gombaszögi Ella mint Gizike, a molett, de roppant temperamentumos titkárnő, továbbá az ifjú szerelmesek: Perczel Zita és az inzultust mindenáron jóvá tenni igyekvő Ráday Imre.
- A Három sárkány (1936) című film alapötlete az, hogy "három sárkány" vagyis a három nővére vigyázza a Rajnai Gábor által játszott főhős, idősebb Csaholyi Balázs minden lépését, máskülönben a könnyelmű férfi eldorbézolná a családi vagyont. De akkor támad csak igazi veszedelem, amikor híre megy, hogy a család egyetlen reménysége: az ifjabb Csaholyi Balázs egy kétes hírű színésznő hálójába került, s aligha tanulással tölti az idejét az egyetemen, hanem sokkal inkább adósságcsinálással. A "három sárkány", három aranyszívű nagynéni megformálását Vajda László rendező a kor három nagy színésznőjére: Berky Lilire, Márkus Emíliára és Sziklai Szerénára bízta.
- Az Erdélyi kastély című Hunyady Sándor-drámát Podmaniczky Félix vitte filmre 1940-ben Páger Antal és Tasnády Fekete Mária főszereplésével. A szerelmi háromszög (négyszög?)-történet nem különösebben eredeti. A társadalmi-politikai szál viszont igen érdekes, hisz bemutatja, hogy Erdélyben az impériumváltás után, a román uralom alatt a magyar arisztokrácia ott maradt tagjainak milyen kompromisszumokat kellett kötnie, hogy a birtokaik megmaradhassanak a bukaresti kormányzat alig titkolt szándékai ellenére is.
- A Havasi napsütés (1941) című, Ráthonyi Ákos rendezésében készült film, amelynek női főszereplője Tolnay Klári, Hunyady Sándor Havasi levegőn című novellájának motívumait használja fel, de nem igazán hű az irodalmi alapanyaghoz. Drámai kíván lenni, ám inkább csak melodrámába csúszik.
- A Dr. Kovács István (rendezte: Bánky Viktor, 1942) Hunyady Sándor A hozomány című novellája alapján készült. Főszereplői Páger Antal és Simor Erzsi voltak. A film mint az ún, "népi filmek" talán legkarakterisztikusabb darabja érdemel figyelmet,[22] de hazafias szólamai és a propagandatartalma nem Hunyady Sándortól származnak. Azokat a rendező, Bánky Viktor erőltette bele az ideológiai üzenetekkel erősen megterhelt filmbe, amelyhez a ma nézője leginkább sajátos kordokumentumként tud közelíteni.
- A Bakaruhában című, Fehér Imre rendezésében készült film (1957) a legsikerültebb Hunyady Sándor műveinek filmes adaptációi közül. Szakmai elismertségét jól mutatja, hogy minden idők legjobb magyar filmjei, a „Budapesti tizenkettő” közé is beválasztották.[23] Az első világháború idején játszódó szerelmi történet főszereplői: a becsapott cselédlányt alakító Bara Margit és az őt bakaruhában meghódító felelőtlen, bohém újságíró megformálója, Darvas Iván az érzelmek teljes skáláját jeleníti meg a szenvedély fellobbanásától annak felismeréséig, hogy számukra nem lehet közös jövő.
- Makk Károly Egy erkölcsös éjszaka című filmjének (1977) alapját A vöröslámpás ház című novella adja. A bordélyházba beköltözött, züllött diák története, akinek váratlanul betoppanó, mit sem sejtő édesanyja miatt a műintézményt hirtelenjében úrilányok panziójának kell álcázni, filmen is nagy sikert aratott.[24] Elnyerte a Magyar Filmkritikusok Díját. A Kelepei nénit alakító Makay Margit a legjobb női alakítás díjával gazdagodott, a Darinkát megformáló Tarján Györgyi pedig a legjobb női epizódalakítás díját kapta. A főbb szereplők közül említést érdemel még a Mutter, azaz Psota Irén és a lányok közt igencsak otthonosan mozgó diák, Kelepei Jenő, vagyis Cserhalmi György. A film nemzetközi forgalmazásba is került. A Cannes-i Filmfesztivál Arany Pálmájára is jelölték.

### Tévéfilmek
Itt kell megjegyezni, hogy Hunyady Sándor műveiből nemcsak játék-, hanem tévéfilmek is készültek. A Téli sport kispénzű hősnőjének, a tátrai előkelő szanatóriumba a nővére anyagi áldozathozatala árán bekerülő, ám végül onnan betegen és megalázottan távozó Olgának a szerepével Mihályfi Imre rendező Esztergályos Cecíliát bízta meg 1973-ban. Az Aranyifjú testhezálló címszerepében Ernyey Béla volt látható az 1985-ös, Málnay Levente rendezte tévéfilmben. De a Magyar Televízió stúdióiban készült produkció volt például az El Eini Sonia rendezésében leforgatott Razzia az "Aranysas"-ban (1991), valamint a Bacsó Péter rendezte A tigriscsíkos kutya (2001) is.
Gózon Francisco pedig egészen különleges képi világú rövidfilmben idézte meg a Női uszoda című Hunyady Sándor-novella sajátos atmoszféráját. (1987)

## Kiegészítő irodalom
- Illés, Endre. „Sikerek írói - Két regényről; Hunyady Sándor: Géza és Dusán - Körmendi Ferenc: Találkozás és búcsú - Athenaeum”, Figyelő::Nyugat. EPA-00022 (Hozzáférés: 2010. március 16.)
- Jékely Zoltán: Búcsú a világfiságtól. Emlékezés Hunyady Sándorra. Erdélyi Helikon 1942/11; újraközölve A Bárány Vére. Bp. 1981. 221–29.
- Ligeti Ernő: Hunyady Sándor kolozsvári évei. Jelenkor, Bp. 1943/9.
- Kozma Dezső: Bródy Sándor Kolozsvárt. Korunk 1963/12.
- Pomogáts Béla: Kuncz Aladár. Bp. 1968. 86–87, 92.
- Méliusz József: Kávéházi csevegés manapság... Utunk 1969/17, 18; újraközölve Az illúziók kávéháza. 1971. 159–71.
- Jancsó Elemér: Hunyady Sándor. Utunk 1970/36; újraközölve Kortársaim. 1976. 231–36.
- George Sbârcea: Író a könyvüzletben. A magyar írókról és művészekről szóló Befejezetlen emlékirat c. kötetben. 1971. 26–33.
- Vécsei Irén: Hunyady Sándor; Gondolat, Bp., 1973
- Szivarfüst. Hunyady Sándor emlékezete; vál., szerk., összeáll. Réz Pál; Nap, Bp., 2007 (Emlékezet)
- Alexander Brody: A bolygó fénye. Hunyady Sándor arcképe; Kalligram, Pozsony, 2011
- A magyar irodalom arcképcsarnoka: Hunyady Sándor